# Hilda-Gruppe
| Jupiter-Trojaner Planeten Sonne Hilda-Gruppe Restlicher Asteroidengürtel Erdnaher Asteroid |

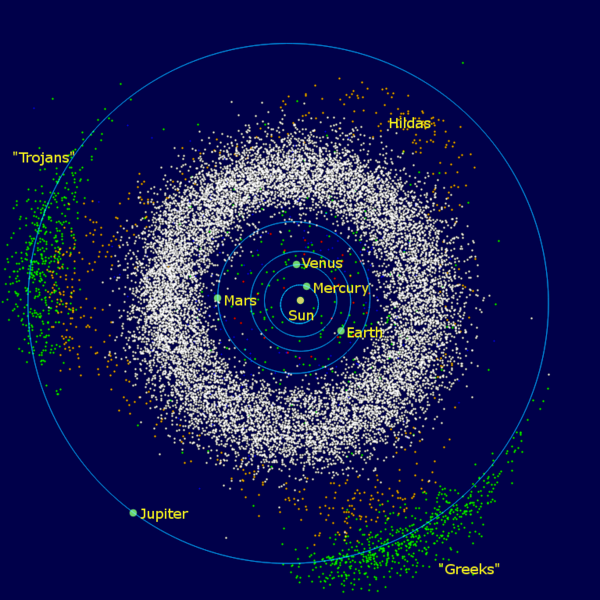
Die Asteroiden des Inneren Sonnensystems und Jupiter: Die Hilda-Gruppe ist Teil des äußeren Asteroidengürtels, näher der Sonne als Jupiter.

Die Hilda-Gruppe ist eine Asteroidenfamilie, die mehr als 4000 Asteroiden des Asteroidengürtels mit einer 3:2-Bahnresonanz mit Jupiter umfasst. Benannt ist die Gruppe nach dem Asteroiden (153) Hilda.

## Beschreibung
Die Asteroiden der Hilda-Gruppe bewegen sich auf ihren elliptischen Bahnen so, dass ihre Aphelien gegenüber von Jupiter am Lagrange-Punkt L3 oder um 60 Grad versetzt an den L4- oder L5-Lagrange-Punkten platziert sind. Bei drei aufeinanderfolgenden Umläufen nähert sich jeder Hilda-Asteroid nacheinander allen diesen drei Lagrange-Punkten. Die Große Halbachse von Hilda-Gruppe-Asteroiden liegt zwischen 3,7 und 4,2 Astronomischen Einheiten, durchschnittlich bei 3,97 Astronomischen Einheiten. Die Exzentrizität liegt unter 0,3 und die Bahnneigung unter 20 Grad.
In der Hilda-Gruppe gibt es zwei Kollisionsfamilien (Eine Kollisionsfamilie ist eine Asteroidenfamilie, von denen angenommen wird, dass sie einen gemeinsamen Ursprung in einer Kollision haben): die Hilda-Familie und die Schubart-Familie, nach dem Asteroiden (1911) Schubart benannt.
Aufgrund der Oberflächen (niedrige Albedo) gehören Asteroiden der Hilda-Gruppe häufig dem Asteroid vom D-Typ und dem Asteroid vom P-Typ an; ein kleiner Teil gehört dem Asteroid vom C-Typ an. Asteroiden vom D- und P-Typ haben Oberflächenfarben und Oberflächenmineralogien, die denen von Kometenkernen ähnlich sind. Dies impliziert, dass sie einen gemeinsamen Ursprung haben.

## Orbit

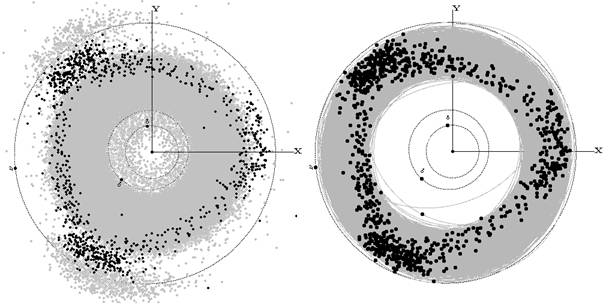
Links: Die Hilda-Gruppe gegenüber einem Hintergrund aller bekannten Asteroiden bis zum Orbit von Jupiter.
Rechts: The Positionen der Hilda-Asteroiden vor dem Hintergrund ihrer Umlaufbahnen.

Die Asteroiden der Hilda-Gruppe befinden sich in einer 3:2-Bahnresonanz mit Jupiter. Das bedeutet, dass ihre Umlaufzeit zwei Drittel der Umlaufzeit von Jupiter beträgt (Hat ein Hilda-Asteroid drei Umläufe absolviert, hat Jupiter zwei Umläufe absolviert.) Sie bewegen sich auf Bahnen mit einer Großen Hauptachse von bis zu 4,0 Astronomischen Einheiten, einer Exzentrizität von bis zu 0,3 und einer Bahnneigung von bis zu 20 Grad. Im Gegensatz zu den Jupiter-Trojanern in 1:1-Bahnresonanz können sie beliebigen ekliptische Längendifferenz relativ zu Jupiter haben, vermeiden aber trotzdem gefährliche Annäherungen an den Planeten.
Die Asteroiden der Hilda-Gruppe bilden durch ihre Positionen im Asteroidengürtel eine dynamische dreieckige Figur mit leicht konvexen Seiten und abgeschnittenen Spitzen in den Lagrange-Punkten von Jupiter – dem „Hilda-Dreieck“. Der „Asteroidenstrom“ innerhalb des Dreiecks ist ungefähr eine Astronomische Einheit breit, und in den Spitzen ist dieser Wert 20 bis 40 Prozent größer. Abbildung 1 zeigt die Positionen der Hilda-Gruppe-Asteroiden (schwarz) vor dem Hintergrund aller bekannten Asteroiden (grau) bis zur Jupiter-Umlaufbahn am 1. Januar 2005.
Jeder Asteroid der Hilda-Gruppe bewegt sich entlang seiner eigenen elliptischen Umlaufbahn. Zu jedem Zeitpunkt bilden die Asteroiden jedoch zusammen dieses Dreieck und alle Umlaufbahnen bilden zusammen einen vorhersagbaren Ring. Abbildung 2 zeigt dies mit den Hildas-Positionen (schwarz) vor dem Hintergrund ihrer Umlaufbahnen (grau). Für die Mehrheit dieser Asteroiden kann ihre Position in der Umlaufbahn beliebig sein, mit Ausnahme der äußeren Teile der Scheitelpunkte (Objekte in der Nähe des Aphels) und der Mitten der Seiten (Objekte in der Nähe des Perihels). Dieses Dreieck hat sich über einen langen Zeitraum als dynamisch stabil erwiesen.
Das typische Hilda-Gruppe-Asteroid hat eine retrograde Apsidendrehung. Im Durchschnitt ist die Geschwindigkeit der Apsidendrehung größer, wenn die Exzentrizität der Umlaufbahn geringer ist, während sich das Argument des Knotens langsamer ändert. Alle typischen Objekte im Aphel würden sich scheinbar dem Jupiter nähern, was für sie destabilisierend sein sollte – aber die Änderung der Orbitalelemente im Laufe der Zeit verhindert dies, und Konjunktionen mit Jupiter treten nur in der Nähe des Perihels der Asteroiden auf. Darüber hinaus bewegt sich die Apsidenlinie in der Nähe der Konjunktion mit unterschiedlicher Amplitude und einem Zeitraum von 2,5 bis drei Jahrhunderten.
Zusätzlich zu der Tatsache, dass sich das „Hilda-Dreieck“ synchron mit Jupiter dreht, zeigt die Dichte der Asteroiden im Strom quasi-periodische Wellen. Zu jeder Zeit ist die Dichte der Objekte in den Scheitelpunkten des Dreiecks mehr als doppelt so hoch wie die Dichte innerhalb der Seiten. Die Hildas „ruhen“ durchschnittlich 5 bis 5,5 Jahre an ihren Aphelien in den Spitzen, während sie sich an den Seiten mit durchschnittlich 2,5 bis 3 Jahren schneller bewegen. Die Umlaufzeiten dieser Asteroiden betragen ungefähr 7,9 Jahre oder zwei Drittel der Umlaufzeit von Jupiter.
Obwohl das Dreieck nahezu gleichseitig ist, besteht eine gewisse Asymmetrie. Aufgrund der Exzentrizität der Jupiter-Umlaufbahn unterscheidet sich die Anordnung an den L-4- und L-5-Lagrange-Punkten geringfügig von den beiden anderen Seiten. Wenn sich Jupiter im Aphel befindet, ist die mittlere Geschwindigkeit der Objekte, die sich entlang dieser Punkten bewegen, etwas kleiner als die der Objekte, die sich entlang der beiden anderen Seiten bewegen. Wenn sich Jupiter im Perihel befindet, ist das Gegenteil der Fall.
An den Spitzen des Dreiecks, die den L4- und L5-Lagrange-Punkten der Jupiter-Umlaufbahn entsprechen, nähern sich die Hildas den Jupiter-Trojanern. In der Mitte des Dreiecks befinden sie sich in der Nähe der Asteroiden des äußeren Teils des Asteroidengürtels. Die Geschwindigkeitsstreuung von Hildas ist in den Regionen, in denen sie sich überschneiden, offensichtlicher als die der Trojaner. Die Bahnneigung der Trojaner ist doppelt so groß wie die der Hildas, daher können sich bis zu einem Viertel der Trojaner nicht mit den Hildas überschneiden, und zu jeder Zeit befinden sich viele Trojaner außerhalb der Jupiter-Umlaufbahn. Daher sind die Schnittbereiche zwischen Asteroiden der Hilda-Gruppe und den Jupiter-Trojanern begrenzt. Dies wird durch die untenstehende Abbildung veranschaulicht, die die Hildas (schwarz) und die Trojaner (grau) entlang der Ekliptik zeigt. Man kann die sphärische Form der Trojaner sehen.
Wenn sich die Asteroiden der Hilda-Gruppe auf beiden Seiten des Dreiecks bewegen, bewegen sie sich langsamer als die Jupiter-Trojaner, treffen jedoch auf eine dichtere Nachbarschaft von Asteroiden im äußeren Asteroidengürtel – dort ist der Geschwindigkeitsunterschied viel geringer.